# موشيه أونانا
موشيه أونانا (بالعبرية: משה אוננה‏) هو لاعب كرة قدم إسرائيلي في مركز الهجوم، ولد في 13 يناير 1950 في القدس في إسرائيل. شارك مع منتخب إسرائيل لكرة القدم. أما مع النوادي، فقد لعب مع نادي بني يهودا تل أبيب.

## وصلات خارجية
- موشيه أونانا على موقع قاعدة بيانات كرة القدم.إي يو (الإنجليزية)
- موشيه أونانا على موقع ناشيونال فوتبول تيمز (الإنجليزية)